# Drammen tingrett
Drammen tingrett is een tingrett (kantongerecht) in de Noorse fylke Buskerud. Het gerecht is gevestigd in Drammen. Het gerechtsgebied omvat de gemeenten Drammen en Lier. Het gerecht maakt deel uit van het ressort van Borgarting lagmannsrett. In zaken waarbij beroep is ingesteld tegen een uitspraak van het gerecht zal de zitting van het lagmannsrett meestal ook worden gehouden in Drammen.